# 足利直義
足利直義（1306年—1352年），日本鎌倉時代末期至南北朝時代初期的知名武將。他是鎌倉幕府有力御家人足利貞氏的第三子，室町幕府開朝初代幕府將軍足利尊氏是他的同母兄。足利直義在室町幕府的建立中起著重要作用。
室町幕府草創期間，足利尊氏掌管幕府軍事指揮權，而足利直義則負責幕府行政、司法工作。相對於足利尊氏的「大將軍」，世人稱直義為「副將軍」。1349年在觀應擾亂中失勢出家，次年投奔南朝。1351年在關東被足利尊氏擊敗，囚禁於鎌倉，直到翌年去世為止。

## 經歷

### 從推翻鎌倉幕府到創立室町幕府
最初接受鎌倉幕府執權北條高時的偏諱「高」字，取名高國。後來改名忠義，又改名直義。1333年（元弘3年 / 正慶2年），後醍醐天皇從流放地隱岐島逃出，舉兵反對鎌倉幕府。足利直義與哥哥足利高氏（即後來的足利尊氏）一起參加了攻打京都六波羅探題的戰鬥。
建武新政期間，直義擔任左馬頭，奉鎌倉府大將軍成良親王前往鎌倉，後來建立鎌倉府。1335年（建武2年）發生中先代之亂，北條高時的兒子北條時行在信濃國舉兵，進攻關東。直義率軍迎戰，敗於武藏國町田村的井出之澤（今東京都町田市本町田）。叛軍進逼鎌倉，足利直義在混亂中將被幽禁的護良親王殺害，逃往三河國矢作（今愛知縣岡崎市）。
同年足利尊氏率軍來援，與直義合兵，從東海道向東奪下了鎌倉。隨後直義和尊氏留在了鎌倉，並自行恩賞有功的武士。這是足利直義的主意。然而後醍醐天皇下令討伐尊氏，並派新田義貞為大將軍前往征討。足利尊氏上表請求赦免並宣佈隱居。足利直義等人在駿河國手越河原（今靜岡縣靜岡市駿河區）戰敗。足利尊氏感到了危險，親自出馬，在箱根竹之下之戰中擊破了義貞並進佔京都。翌年北畠顯家、楠木正成、新田義貞自陸奧國上洛，直義與尊氏戰敗，在攝津國豐島河原再次戰敗，逃往九州島。途中在備後國得到了光嚴上皇的院宣，並在多多良濱之戰中擊破勤王的菊池武敏軍，得到了西國武士的支持並再次上洛。足利直義從陸路、足利尊氏從水路分兵而進，在湊川之戰（今兵庫縣神戶市）擊敗了新田義貞、楠木正成，再次入據京都。

### 二頭政治到觀應擾亂
足利尊氏擁立光明天皇，制定建武式目並成立幕府。建武式目的制定多是足利直義的主張。1338年（延元3年 / 曆應元年），足利尊氏被封為征夷大將軍。足利直義則擔任左兵衛督，負責管理政務，時人稱之為「副將軍」，與足利尊氏並稱「兩將軍」。然而1348年（正平3年 / 貞和4年），足利直義和執事高師直發生對立，足利幕府內部分為直義派和反直義派，後來發展為觀應擾亂。次年高師直一派襲擊了足利直義。直義逃往尊氏的邸宅中避難，但高師直率大軍包圍了尊氏的邸宅，請求尊氏令直義退隱。足利直義被迫出家，法號慧源。
1350年，足利直義趁足利尊氏討伐中國地方的足利直冬之機，同一些直義派的武將投奔南朝，向足利幕府發出文書表示討伐高師直。但文書中沒有使用南朝的年號，而是使用北朝的觀應年號。
另一方面北朝下達討伐足利直義的命令。足利直義率南朝軍討伐北朝，1351年（正平6年 / 觀應2年）在播磨國光明寺城和攝津國打出濱大敗尊氏。尊氏以流放高師直兄弟為條件與足利直義達成和解，但高師直卻被直義派的上杉能憲殺害了。
剷除了政敵高師直兄弟後，足利直義重新執掌了幕府的政務，並以足利尊氏的嫡子足利義詮為副手。但直義與尊氏有很深的矛盾。足利尊氏決定廢黜北朝朝廷向南朝投降，史稱正平一統。南朝下令尊氏討伐直義。足利直義從京都逃出，經北陸道信濃國逃往鎌倉，糾集當地的反尊氏勢力抵抗。足利尊氏前往討伐，在駿河國薩埵山（今靜岡縣靜岡市清水區）、相模國早川尻（今神奈川縣小田原市）等戰擊破直義，解除了直義的武裝。足利直義被關押在凈妙寺境內的延福寺。翌年2月26日，足利直義突然死去。官方說法是病死，但《太平記》卻稱他是被毒死的。巧合的是，足利直義死亡的日期正是高師直兄弟一周的忌日。
1358年足利尊氏死前，曾請求後光嚴天皇追敘足利直義從二位的官位。

## 人物形象

京都神護寺神護寺三像中所謂的源賴朝的畫像，近年有疑為足利直義畫像的說法。

- 足利直義的兄長足利尊氏經常感情用事（例如被後醍醐天皇封為朝敵時，尊氏一度逃離戰場準備出家）；與尊氏相比，直義遇事冷靜沉著，往往在關鍵時刻為兄長出主意。他在室町幕府建立過程中起著重要作用，也是足利將軍家取得天下不可缺少的人物。
- 足利直義原本與兄長足利尊氏的關係非常親密。室町幕府建立之後，足利尊氏執掌軍事指揮權，同時讓直義全權管理政務。然而這種二頭政治必然導致幕府內的派閥爭鬥，因此觀應擾亂不可避免地發生了；足利直義在這場政治鬥爭中失權並且被殺，成為悲劇人物。
- 曾為室町幕府立下赫赫戰功的美濃守護土岐賴遠，有一次由於酒醉撞翻了光嚴上皇乘坐的牛車（一說用箭射上皇乘坐的牛車），並且侮辱上皇與狗無異。足利直義大怒，不顧眾人的求情下令直接將賴遠斬首。同時在夢窗疏石的勸說下，念在土岐賴遠戰功的份上，仍然保留土岐氏，由其侄子賴康繼承家督之位。
- 在觀應擾亂中，足利直義逃奔南朝，與兄長足利尊氏對立。但直義仍然擁護室町幕府，另一方面則認為南朝是正統的皇室，要求室町幕府廢除北朝朝廷奉還大政。南朝朝廷方面則要求無條件歸還京都。由於足利直義在幕府中有很高的地位，南朝朝廷對他非常不信任。足利尊氏為了討伐直義，全部接受了南朝的要求。結果足利尊氏取得了南朝的命令名正言順地討伐直義，直義則在與尊氏的外交鬥爭中徹底失敗，兵敗身死。

## 官職位階履歷
※日期＝旧曆
- 嘉曆元年（1326年）5月26日，敘從五位下，任兵部少輔。
- 元弘3年 / 正慶2年（1333年）6月12日，轉任左馬頭に。10月10日昇敘正五位下，左馬頭如元。11月8日遷任相模守。
- 建武元年（1334年）7月9日，昇敘從四位下。相模守如元。
- 曆應元年 / 延元4年（1338年）8月11日，昇敘從四位上，轉任左兵衛督。
- 康永3年 / 興国5年（1344年）9月23日，昇敘從三位。左兵衛督如元。
- 貞和5年 / 正平4年（1349年）12月8日出家。
- 文和元年 / 正平7年（1352年）2月26日病逝。享年47。
- 延文3年 / 正平13年（1358年）2月12日，追贈從二位。